# U-211
Unterseeboot 211 foi um submarino alemão do Tipo VIIC, pertencente a Kriegsmarine que atuou durante a Segunda Guerra Mundial.
O U-211 esteve em operação entre os anos de 1942 e 1943, realizando neste período 5 patrulhas de guerra, nas quais afundou um navio a danificou outros três navios aliados, num total de 33233 toneladas de arqueação.

## Comandantes
| Comandante         | Data                                        |
| ------------------ | ------------------------------------------- |
| KrvKpt. Karl Hause | 7 de março de 1942 - 19 de novembro de 1943 |

## Subordinação
| Período                                        | Flotilha                  |
| ---------------------------------------------- | ------------------------- |
| 7 de março de 1942 - 31 de agosto de 1942      | 5. Unterseebootsflottille |
| 1 de setembro de 1942 - 19 de novembro de 1943 | 9. Unterseebootsflottille |

## Patrulhas
|       | Comandante        | Partida                 | Partida | Chegada                 | Chegada  | Dias     | Toneladas |
| ----- | ----------------- | ----------------------- | ------- | ----------------------- | -------- | -------- | --------- |
|       | Oblt. Karl Hause  | 8 de agosto de 1942     | Kiel    | 9 de agosto de 1942     | Arendal  | 2 dias   |           |
|       | Oblt. Karl Hause  | 18 de agosto de 1942    | Arendal | 24 de agosto de 1942    | Bergen   | 7 dias   |           |
| 1     | Oblt. Karl Hause  | 26 de agosto de 1942    | Bergen  | 7 de outubro de 1942    | Brest    | 43 dias  | 31,883    |
| 2     | Kptlt. Karl Hause | 11 de novembro de 1942  | Brest   | 29 de dezembro de 1942  | Brest    | 49 dias  | 1,350     |
| 3     | Kptlt. Karl Hause | 13 de fevereiro de 1943 | Brest   | 25 de fevereiro de 1943 | Brest    | 13 dias  |           |
| 4     | Kptlt. Karl Hause | 10 de maio de 1943      | Brest   | 16 de julho de 1943     | Lorient  | 68 dias  |           |
|       | Kptlt. Karl Hause | 23 de setembro de 1943  | Lorient | 24 de setembro de 1943  | Brest    | 2 dias   |           |
| 5     | Kptlt. Karl Hause | 11 de outubro de 1943   | Brest   | 19 de novembro de 1943  | Afundado | 40 dias  |           |
| Total | Total             | Total                   | Total   | Total                   | Total    | 213 dias | 33233 t   |

## Navios atacados
| Data                   | Comandante | Nome da Embarcação             | Toneladas | Nacionalidade  | Comboio | Local do ataque |
| ---------------------- | ---------- | ------------------------------ | --------- | -------------- | ------- | --------------- |
| 12 de setembro de 1942 | Karl Hause | Empire Moonbeam (danificado)   | 6,849     | Reino Unido    | ON-127  |                 |
| 12 de setembro de 1942 | Karl Hause | Hektoria (danificado)          | 13,797    | Reino Unido    | ON-127  |                 |
| 23 de setembro de 1942 | Karl Hause | Esso Williamsburg (danificado) | 11,237    | Estados Unidos |         |                 |
| 17 de dezembro de 1942 | Karl Hause | HMS Firedrake (H 79)           | 1,350     | Reino Unido    | ON-153  |                 |
| Total                  | Total      | Total                          | 33233 t   |                |         |                 |

## Operações conjuntas de ataque
O U-211 participou das seguinte operações de ataque combinado durante a sua carreira:
- Rudeltaktik Vorwärts (3 de setembro de 1942 - 26 de setembro de 1942)
- Rudeltaktik Panzer (27 de novembro de 1942 - 11 de dezembro de 1942)
- Rudeltaktik Raufbold (11 de dezembro de 1942 - 21 de dezembro de 1942)
- Rudeltaktik Trutz (1 de junho de 1943 - 16 de junho de 1943)
- Rudeltaktik Trutz 3 (16 de junho de 1943 - 29 de junho de 1943)
- Rudeltaktik Geier 2 (30 de junho de 1943 - 10 de julho de 1943)
- Rudeltaktik Schill (25 de outubro de 1943 - 16 de novembro de 1943)
- Rudeltaktik Schill 1 (16 de novembro de 1943 - 19 de novembro de 1943)